# Skarmeta Rocks
Die Skarmeta Rocks (englisch für spanisch Rocas Skármeta) sind eine Gruppe teilweise vom Meer überspülter Klippen im Archipel der Südlichen Shetlandinseln. Sie liegen westlich des Fuente Rock in der Discovery Bay von Greenwich Island.
Wissenschaftler der 1. Chilenischen Antarktisexpedition (1946–1947) benannten sie nach Jorge Skarmeta, einem Expeditionsteilnehmer.  Das UK Antarctic Place-Names Committee übertrug diese Benennung 2004 ins Englische.